# Lista över orter på Färöarna
Listan över orter på Färöarna omfattar alla bebodda orter i öriket den 1 januari 2009, rangordnade efter invånartal. Det finns omkring 120 orter på Färöarna, varav Torshamn och Klaksvík är de enda som alltid omtalas som städer (býir) av färingarna själva. De övriga orterna benämns som bygder (bygdir), medan större orter som Tvøroyri har varierande benämningar eftersom färöiska inte har ett motsvarande ord för tätort. En folklig regel säger att skillnaden mellan bygd och stad går vid 1 500 invånare.
Dessutom finns det platser som traditionellt har ansetts vara separata bygder som nu har vuxit samman med andra, till exempel Hoyvík och Argir som vuxit ihop med Torshamn. Dessa bildar ett sammanhängande stadsområde, men statistiskt sett räknas de som egna orter. Utöver detta finns det sammanhängande bebyggelse på cirka 10 kilometer längs Skálafjørður som består av orterna Gøtueiði, Skipanes, Søldarfjørður, Lambareiði, Glyvrar, Saltangará, Runavík, Saltnes, Toftir og Nes. Var för sig är dessa orter relativt små, men tillsammans har de cirka 3 500 invånare, vilket är mycket i färöiska sammanhang. Utöver detta finns det några orter som statistiskt tillhör andra orter, som Nes i Vágur och Kambsdalur i Fuglafjørður.

## Orterna

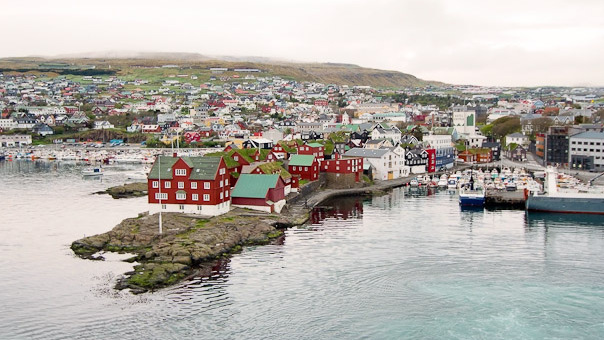
Torshamn

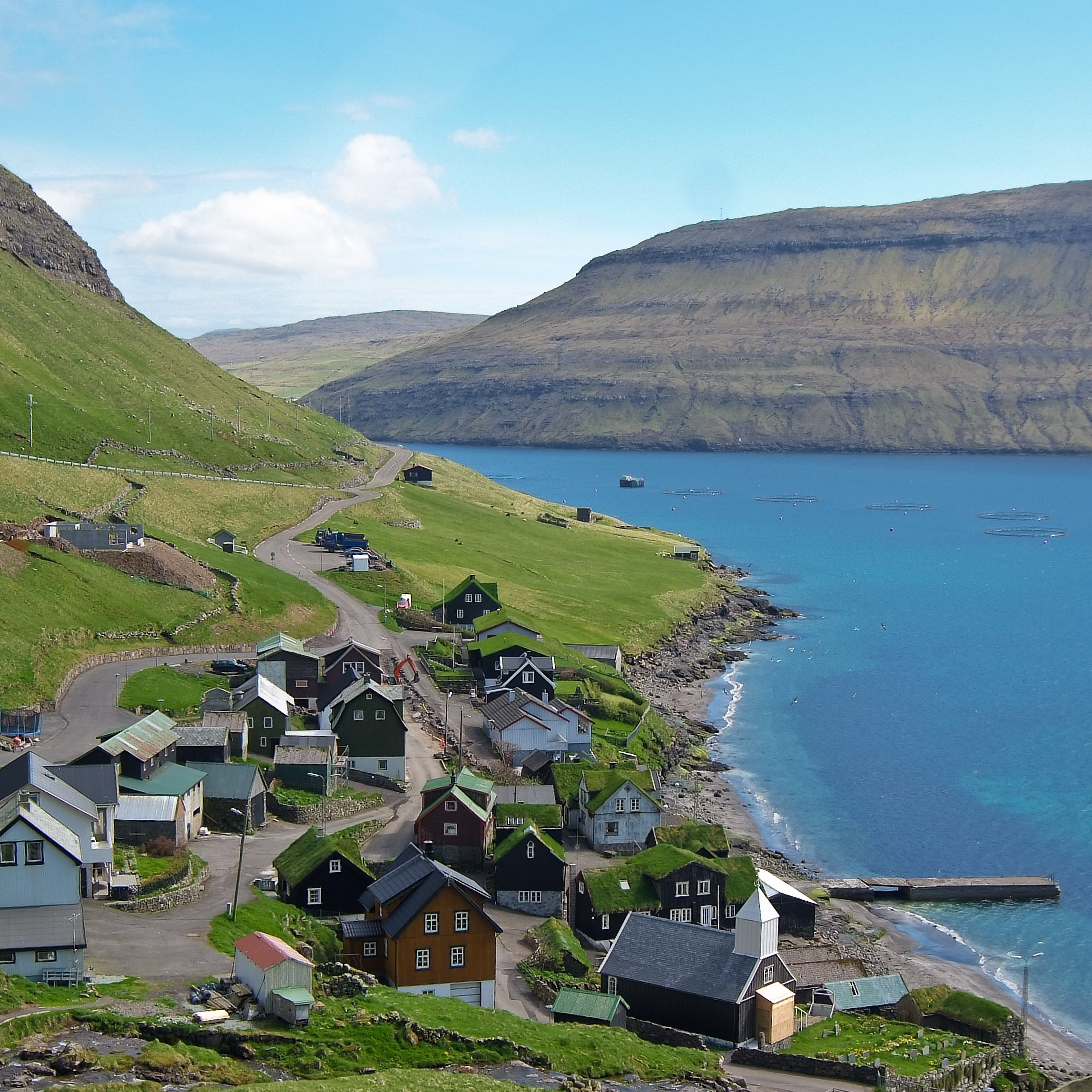
Bøur

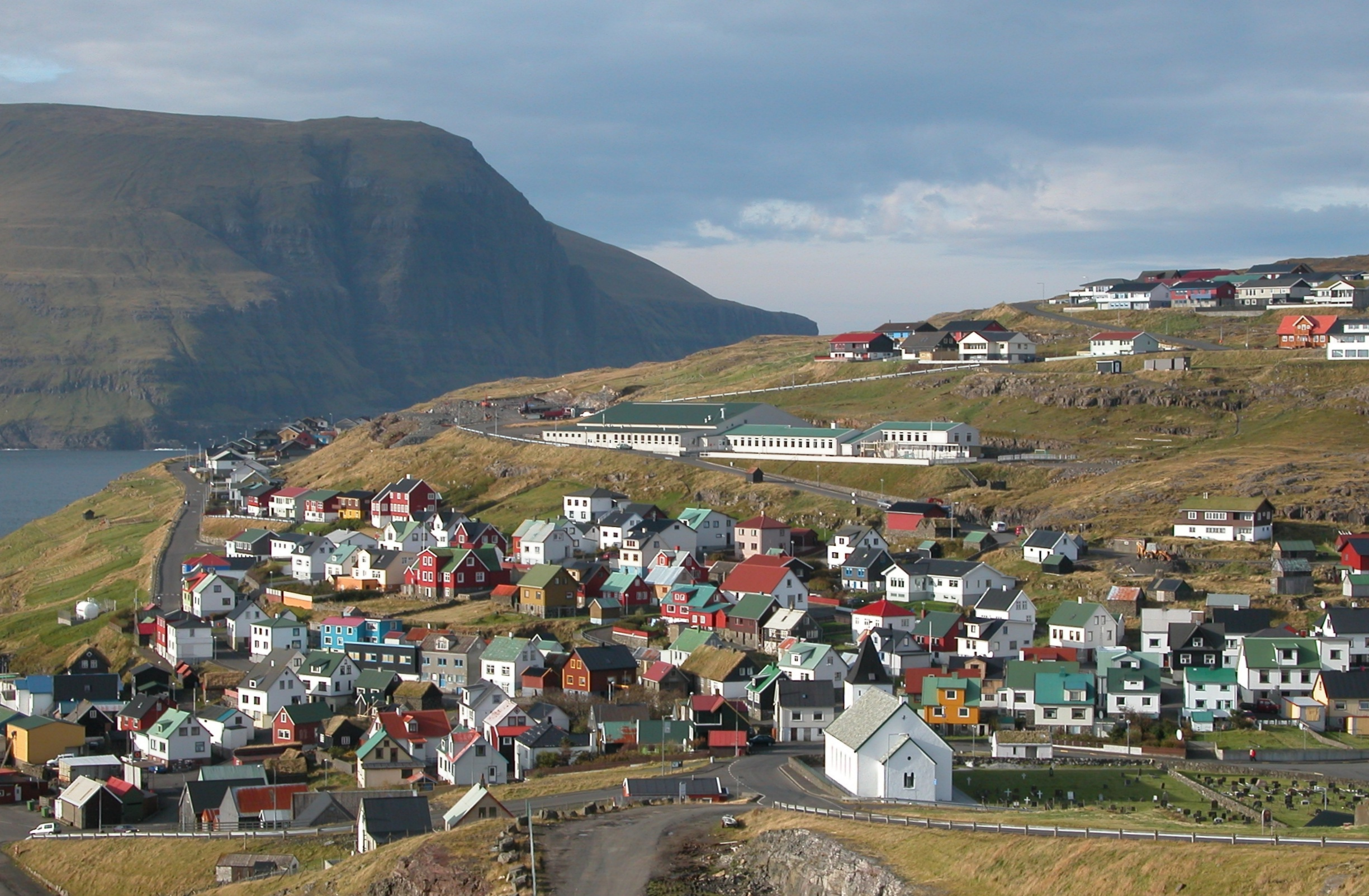
Eiði

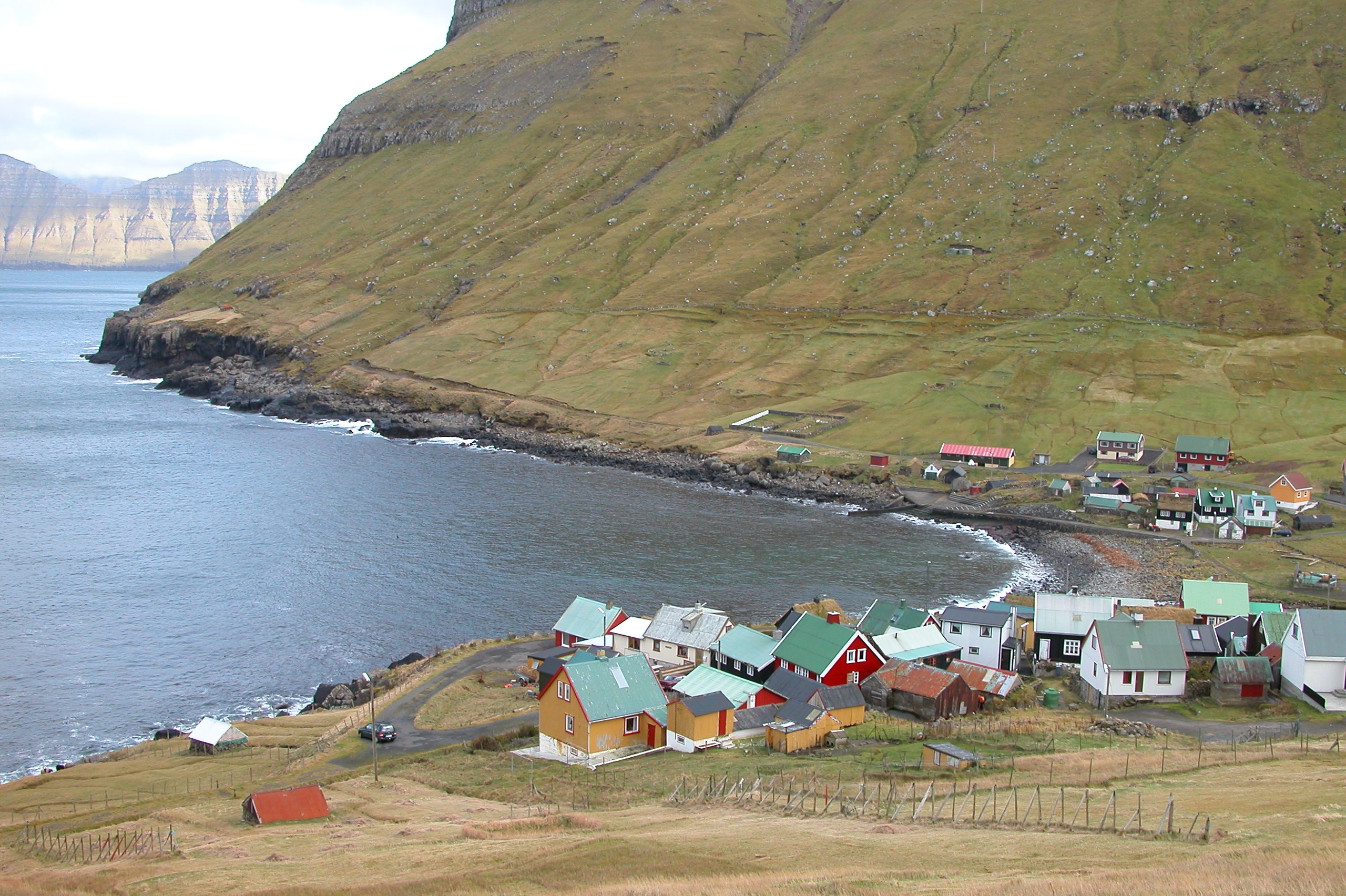
Elduvík

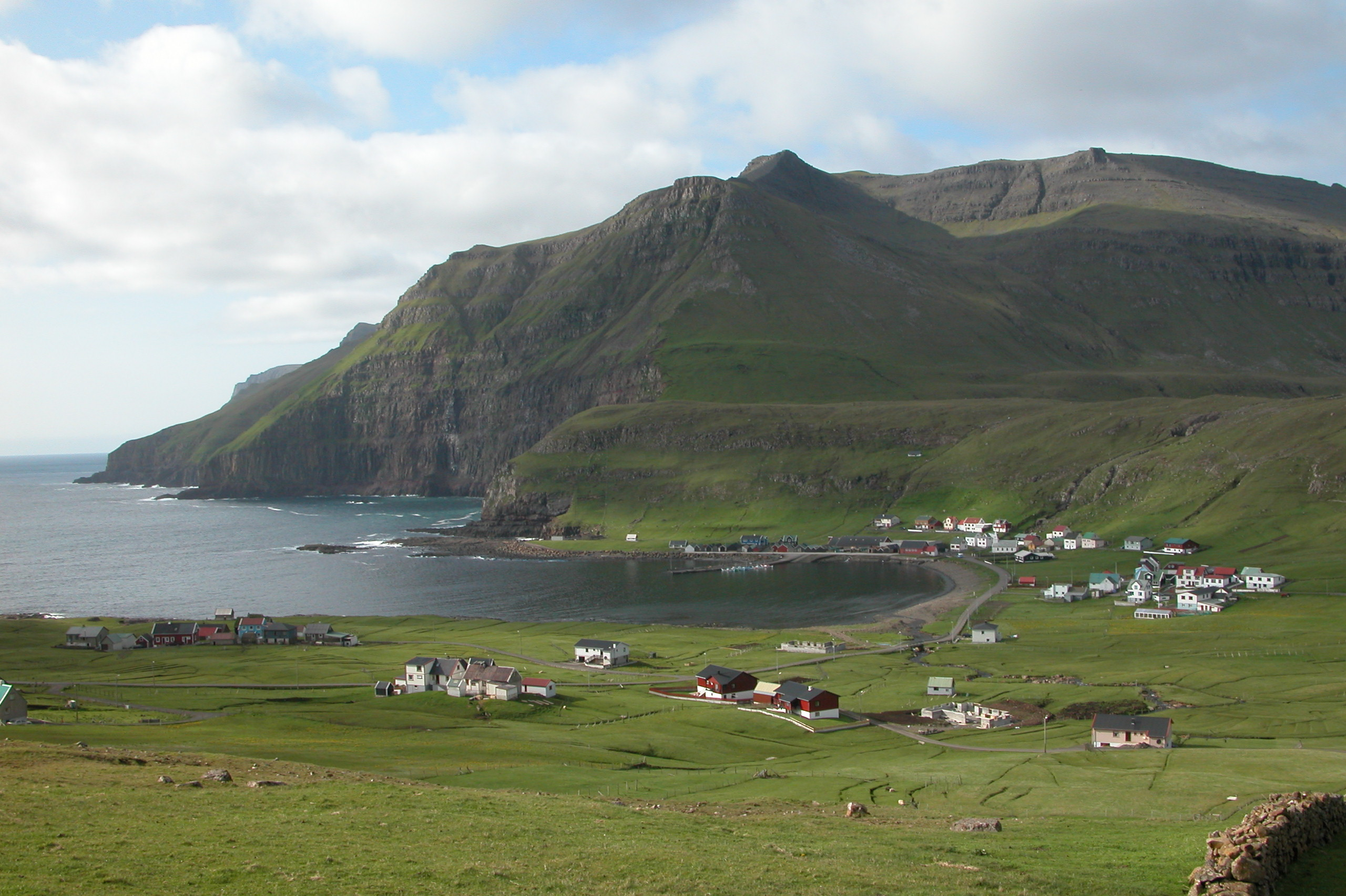
Fámjin

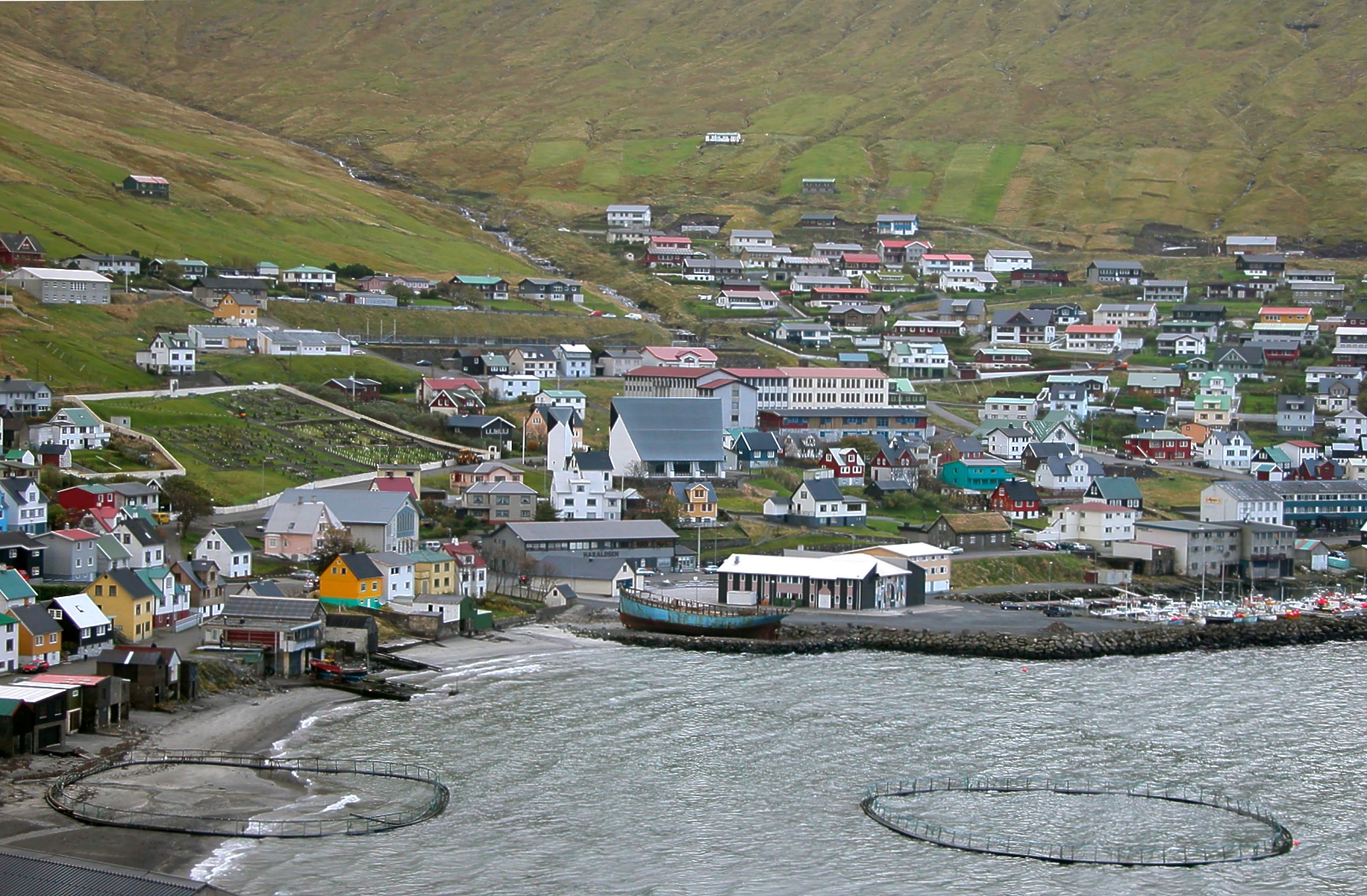
Fuglafjørður

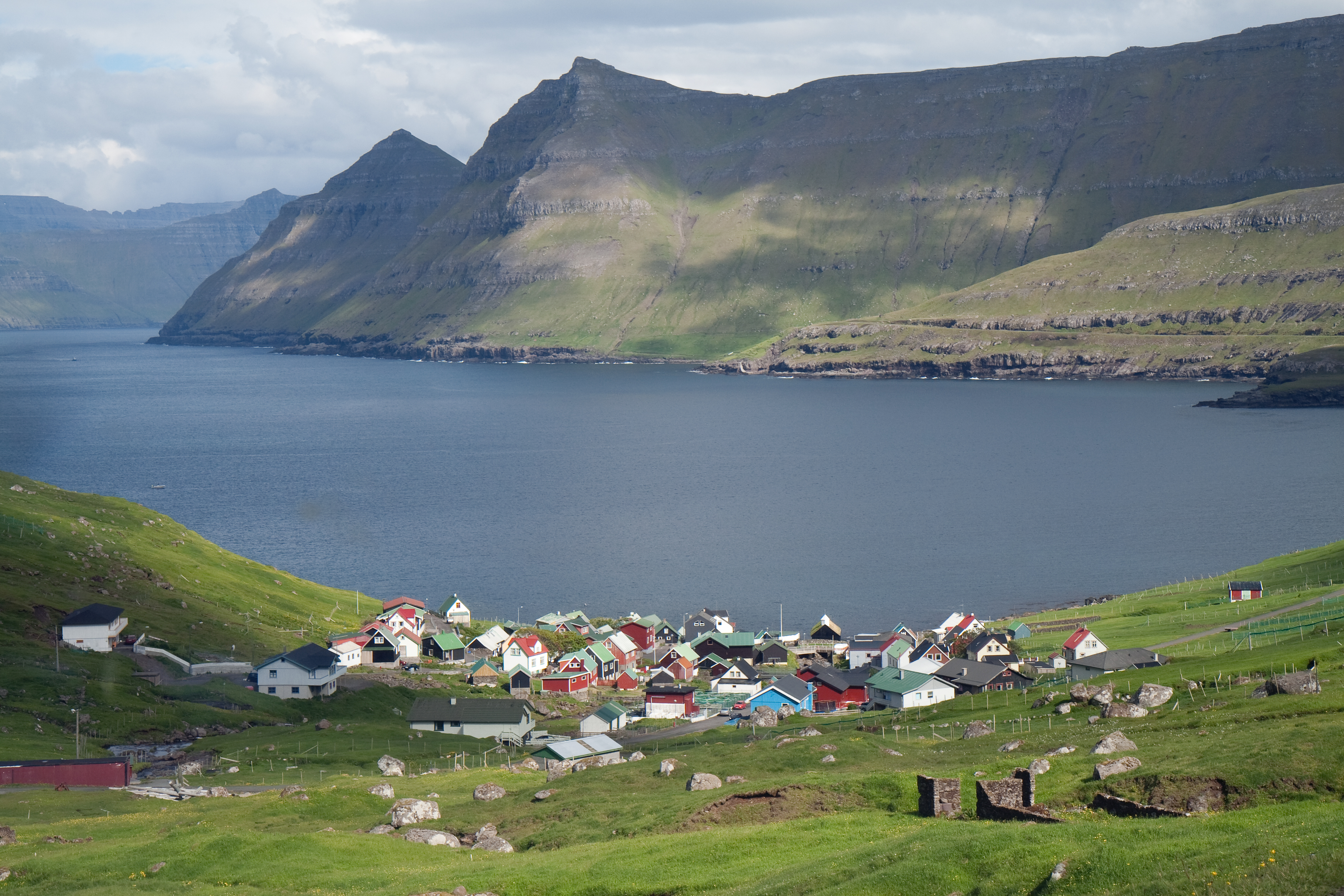
Funningur

| Namn            | Invånare | Kommun       | Region         | Dativform         | Genitivform     | Danskt namn   |
| --------------- | -------- | ------------ | -------------- | ----------------- | --------------- | ------------- |
| Tórshavn        | 12 384   | Tórshavn     | Suðurstreymoy  | í Tórshavn        | Tórshavnar      | Thorshavn     |
| Klaksvík        | 4 664    | Klaksvík     | Norðoyar       | í Klaksvík        | Klaksvíkar      | Klaksvig      |
| Hoyvík          | 3 467    | Tórshavn     | Suðurstreymoy  | í Hoyvík          | Hoyvíkar        | Højvig        |
| Argir           | 1 908    | Tórshavn     | Suðurstreymoy  | á Argjum          | Argja           | Arge          |
| Fuglafjørður    | 1 532    | Fuglafjørður | Eysturoy       | í Fuglafirði      | Fuglafjarðar    | Fuglefjord    |
| Vágur           | 1 405    | Vágur        | Suðuroy        | í Vági            | Vágs            | Våg           |
| Vestmanna       | 1 256    | Vestmanna    | Norðurstreymoy | í Vestmanna       | Vestmanna       | Vestmanhavn   |
| Tvøroyri        | 1 104    | Tvøroyri     | Suðuroy        | á Tvøroyri        | Tvøroyrar       | Tværå         |
| Miðvágur        | 1 062    | Vágar        | Vágar          | í Miðvági         | Miðvágs         | Midvåg        |
| Sørvágur        | 1 027    | Sørvágur     | Vágar          | í Sørvági         | Sørvágs         | Sørvåg        |
| Saltangará      | 914      | Runavík      | Eysturoy       | á Saltangará      | Saltangará      | Saltangerå    |
| Leirvík         | 878      | Eystur       | Eysturoy       | í Leirvík         | Leirvíkar       | Lervig        |
| Sandavágur      | 832      | Vágar        | Vágar          | í Sandavági       | Sandavágs       | Sandevåg      |
| Toftir          | 823      | Nes          | Eysturoy       | á Toftum          | Tofta           | Tofte         |
| Strendur        | 815      | Sjógv        | Eysturoy       | á Strondum        | Stranda         | Strænder      |
| Kollafjørður    | 804      | Tórshavn     | Norðurstreymoy | í Kollafirði      | Kollafjarðar    | Kollefjord    |
| Skála           | 642      | Runavík      | Eysturoy       | í Skála           | Skála           | Skåle         |
| Eiði            | 634      | Eiði         | Eysturoy       | á Eiði            | Eiðis           | Ejde          |
| Hvalba          | 631      | Hvalba       | Suðuroy        | í Hvalba          | Hvalbiar        | Kvalbø        |
| Norðragøta      | 587      | Eystur       | Eysturoy       | í Norðragøtu      | Norðragøtu      | Nordregøte    |
| Sandur          | 585      | Sandur       | Sandoy         | á Sandi           | Sands           | Sand          |
| Skopun          | 504      | Skopun       | Sandoy         | í Skopun          | Skopunar        | Skopen        |
| Runavík         | 496      | Runavík      | Eysturoy       | í Runavík         | Runavíkar       | Runevig       |
| Trongisvágur    | 418      | Tvøroyri     | Suðuroy        | í Trongisvági     | Trongisvágs     | Trangisvåg    |
| Syðrugøta       | 416      | Eystur       | Eysturoy       | í Syðrugøtu       | Syðrugøtu       | Sydregøte     |
| Glyvrar         | 392      | Runavík      | Eysturoy       | á Gryvrum         | Glyvra          | Glibre        |
| Kvívík          | 392      | Kvívík       | Norðurstreymoy | í Kvívik          | Kvívíkar        | Kvivig        |
| Viðareiði       | 351      | Viðareiði    | Norðoyar       | á Viðareiði       | Viðareiðis      | Viderejde     |
| Søldarfjørður   | 345      | Runavík      | Eysturoy       | í Søldarfirði     | Søldarfjarðar   | Solmundefjord |
| Porkeri         | 334      | Porkeri      | Suðuroy        | í Porkeri         | Porkeris        | Porkere       |
| Hósvík          | 330      | Sundini      | Norðurstreymoy | í Hósvík          | Hósvíkar        | Thorsvig      |
| Norðskáli       | 299      | Sundini      | Eysturoy       | í Norðskála       | Norðskála       | Nordskåle     |
| Nes             | 289      | Nes          | Eysturoy       | á Nesi            | Nes             | Næs           |
| Rituvík         | 284      | Runavík      | Eysturoy       | í Rituvík         | Rituvíkar       | Ridevig       |
| Hvannasund      | 260      | Hvannasund   | Norðoyar       | í Hvannasundi     | Hvannasunds     | Kvannesund    |
| Sumba           | 254      | Sumba        | Suðuroy        | í Sumba           | Sumbiar         | Sumbø         |
| Nólsoy          | 248      | Tórshavn     | Suðurstreymoy  | á Nólsoy          | Nólsoyar        | Nolsø         |
| Kaldbak         | 223      | Tórshavn     | Suðurstreymoy  | á Kaldbak         | Kaldbaks        | Kalbak        |
| Hvalvík         | 222      | Sundini      | Norðurstreymoy | í Hvalvík         | Hvalvíkar       | Kvalvig       |
| Streymnes       | 211      | Sundini      | Norðurstreymoy | á Streymnesi      | Streymnesar     | Strømnæs      |
| Norðdepil       | 170      | Hvannasund   | Norðoyar       | í Norðdepli       | Norðdepils      | Norddeble     |
| Velbastaður     | 187      | Tórshavn     | Suðurstreymoy  | á Velbastað       | Velbastaðar     | Velbestad     |
| Skálavík        | 169      | Skálavík     | Sandoy         | í Skálavík        | Skálavíkar      | Skålevig      |
| Oyndarfjørður   | 157      | Runavík      | Eysturoy       | í Oyndarfirði     | Oyndarfjarðar   | Andefjord     |
| Oyri            | 157      | Sundini      | Eysturoy       | á Oyri            | Oyrar           | Øre           |
| Saltnes         | 151      | Nes          | Eysturoy       | á Saltnesi        | Saltnesar       | Saltnæs       |
| Froðba          | 149      | Tvøroyri     | Suðuroy        | í Froðba          | Froðbiar        | Frodebø       |
| Haldórsvík      | 142      | Sundini      | Norðurstreymoy | í Haldarsvík      | Haldarsvíkar    | Haldersvig    |
| Signabøur       | 142      | Tórshavn     | Norðurstreymoy | á Signabø         | Signabøar       | Signebø       |
| Lamba           | 130      | Runavík      | Eysturoy       | á Lamba           | Lambar          | Lamhauge      |
| Hov             | 115      | Hov          | Suðuroy        | á Hovi            | Hovs            | Hov           |
| Leynar          | 113      | Kvívík       | Norðurstreymoy | á Leynum          | Leynar          | Lejnum        |
| Oyrarbakki      | 113      | Sundini      | Eysturoy       | á Oyrarbakka      | Oyrarbakka      | Ørebakke      |
| Æðuvík          | 111      | Runavík      | Eysturoy       | í Æðuvík          | Æðuvíkar        | Avevig        |
| Fámjin          | 110      | Fámjin       | Suðuroy        | í Fámjin          | Fámjins         | Famien        |
| Skálabotnur     | 108      | Runavík      | Eysturoy       | í Skálabotni      | Skálabotnar     | Skålefjord    |
| Sandvík         | 102      | Hvalba       | Suðuroy        | í Sandvík         | Sandvíkar       | Sandvig       |
| Hvítanes        | 99       | Tórshavn     | Suðurstreymoy  | á Hvítanesi       | Hvítanesar      | Hvidenæs      |
| Norðoyri        | 97       | Klaksvík     | Norðoyar       | á Norðoyri        | Norðoyrar       | Nordøre       |
| Lopra           | 96       | Sumba        | Suðuroy        | í Lopra           | Lopra           | Lobra         |
| Kunoy           | 84       | Kunoy        | Norðoyar       | á Kunoy           | Kunoyar         | Kunø          |
| Húsavík         | 77       | Húsavík      | Sandoy         | í Húsavík         | Húsavíkar       | Husevig       |
| Haraldssund     | 76       | Kunoy        | Norðoyar       | í Haraldssundi    | Haraldssunds    | Haraldssund   |
| Funningur       | 75       | Runavík      | Eysturoy       | í Funningi        | Funnings        | Funding       |
| Kirkjubøur      | 75       | Tórshavn     | Suðurstreymoy  | í Kirkjubø        | Kirkjubøar      | Kirkebø       |
| Innan Glyvur    | 73       | Sjógv        | Eysturoy       | Innan Glyvur      | Innan Glyvar    | Inden Glibre? |
| Tjørnuvík       | 71       | Sundini      | Norðurstreymoy | í Tjørnuvík       | Tjørnuvíkar     | Tjørnevig     |
| Bøur            | 68       | Sørvágur     | Vágar          | í Bø              | Bíggjar         | Bø            |
| Ánirnar         | 62       | Klaksvík     | Norðoyar       | á Ánunum          | Ána             | Åerne         |
| Øravíkarlíð     | 60       | Tvøroyri     | Suðuroy        | í Øravíkarlíð     | Øravíkarlíðar   | Ørdevigslid   |
| Selatrað        | 56       | Sjógv        | Eysturoy       | á Selatrað        | Selatraðar      | Selletræ      |
| Vatnsoyrar      | 56       | Vágar        | Vágar          | á Vatnsoyrum      | Vatnsoyra       | Vandsøre?     |
| Funningsfjørður | 53       | Runavík      | Eysturoy       | í Funningsfirði   | Funningsfjarðar | Fundingsfjord |
| Skipanes        | 52       | Runavík      | Eysturoy       | á Skipanesi       | Skipanesar      | Skibenæs      |
| Árnafjørður     | 51       | Klaksvík     | Norðoyar       | í Árnafirði       | Árnafjarðar     | Arnefjord     |
| Válur           | 50       | Kvívík       | Norðurstreymoy | á Válinum         | Vála            |               |
| Húsar           | 49       | Húsar        | Norðoyar       | á Húsum           | Húsa            | Husum         |
| Skúvoy          | 47       | Skúvoy       | Sandoy         | á Skúvoy          | Skúvoyar        | Skuø          |
| Gøtugjógv       | 45       | Eystur       | Eysturoy       | við Gøtugjógv     | Gøtugjáar       | Gøtegjov      |
| Oyrareingir     | 45       | Tórshavn     | Norðurstreymoy | á Oyrareingum     | Oyrareingja     | Øreenge       |
| Dalur           | 43       | Húsavík      | Sandoy         | í Dali            | Dals            | Dal           |
| Gjógv           | 41       | Sundini      | Eysturoy       | við Gjógv         | Gjáar           | Gjov          |
| Svínoy          | 40       | Klaksvík     | Norðoyar       | í Svínoy          | Svínoyar        | Svinø         |
| Mikladalur      | 39       | Klaksvík     | Norðoyar       | í Mikladali       | Mikladals       | Mygledal      |
| Kolbanargjógv   | 38       | Sjógv        | Eysturoy       | við Kolbanargjógv | Kolbanargjáar   | Kolbensgjov   |
| Langasandur     | 38       | Sundini      | Norðurstreymoy | á Langasandi      | Langasands      | Langesand     |
| Stykkið         | 38       | Kvívík       | Norðurstreymoy | á Skykkinum       | Stykkis         | Stykket       |
| Øravík          | 37       | Tvøroyri     | Suðuroy        | í Øravík          | Øravíkar        | Ørdevig       |
| Gøtueiði        | 35       | Runavík      | Eysturoy       | undir Gøtueiði    | Gøtueiðis       | Gøteejde      |
| Hestur          | 32       | Tórshavn     | Suðurstreymoy  | í Hesti           | Hests           | Hestø         |
| Ljósá           | 31       | Eiði         | Eysturoy       | við Ljósánum      | Ljósáar         | Lyså          |
| Svínáir         | 30       | Eiði         | Eysturoy       | við Svínánum      | Svínáa          | Svinå         |
| Morskranes      | 29       | Sjógv        | Eysturoy       | á Morskranesi     | Morskranesar    | Morskranæs    |
| Akrar           | 28       | Sumba        | Suðuroy        | á Økrum           | Akra            | Øgrum         |
| Elduvík         | 27       | Runavík      | Eysturoy       | í Elduvík         | Elduvíkar       | Eldevig       |
| Kirkja          | 27       | Fugloy       | Norðoyar       | á Kirkju          | Kirkju          | Kirke         |
| Gásadalur       | 16       | Sørvágur     | Vágar          | í Gásadali        | Gásadals        | Gåsedal       |
| Skælingur       | 16       | Kvívík       | Norðurstreymoy | á Skælingi        | Skælings        | Skælling      |
| Trøllanes       | 15       | Klaksvík     | Norðoyar       | á Trøllanesi      | Trøllanesar     | Troldenæs     |
| Hattarvík       | 15       | Fugloy       | Norðoyar       | í Hattarvík       | Hattarvíkar     | Hattervig     |
| Norðradalur     | 15       | Tórshavn     | Suðurstreymoy  | í Norðradali      | Norðradals      | Nordredal     |
| Skarvanes       | 14       | Húsavík      | Sandoy         | á Skarvanesi      | Skarvanesar     | Skarvenæs     |
| Mykines         | 13       | Sørvágur     | Vágar          | á Mykinesi        | Mykinesar       | Myggenæs      |
| Hellurnar       | 13       | Fuglafjørður | Eysturoy       | á Hellunum        | Hellanna        | Heller        |
| Saksun          | 10       | Sundini      | Norðurstreymoy | í Saksun          | Saksunar        | Saksen        |
| Kaldbaksbotnur  | 10       | Tórshavn     | Suðurstreymoy  | í Kaldbaksbotni   | Kaldbaksbotnar  | Kalbaksbund?  |
| Stóra Dímun     | 9        | Skúvoy       | Sandoy         | á Stóra Dímun     | Stóra Dímunar   | Store Dimon   |
| Syðradalur      | 8        | Tórshavn     | Suðurstreymoy  | í Syðradali       | Syðradals       | Sydredal      |
| Lambareiði      | 7        | Runavík      | Eysturoy       | á Lambareiði      | Lambareiðis     | Lambaejde     |
| Syðradalur      | 6        | Húsar        | Norðoyar       | í Syðradali       | Syðradals       | Sydredal      |
| Norðtoftir      | 3        | Hvannasund   | Norðoyar       | á Norðtoftum      | Norðtoftir      | Nordtofte     |
| Sund            | 2        | Tórshavn     | Suðurstreymoy  | á Sundi           | Sunds           | Sund          |
| Koltur          | 2        | Tórshavn     | Suðurstreymoy  | í Koltri          | Kolturs         | Kolter        |
| Depil           | 2        | Hvannasund   | Norðoyar       | í Depli           | Depils          | Deble         |
| Nesvík          | 1        | Sundini      | Norðurstreymoy | í Nesvík          | Nesvíkar        | Næsvig        |
| Víkarbyrgi      | 1        | Sumba        | Suðuroy        | í Víkarbyrgi      | Víkarbyrgjar    | Vigerbirge    |
| Múli            | 0        | Hvannasund   | Norðoyar       | í Múla            | Múlis           | Mule          |
| Totalt          | 48 778   |              |                |                   |                 |               |